# Ádám Vass
Ádám Vass (né le 9 septembre 1988 à Kápolnásnyék, en Hongrie) est un footballeur hongrois. Il évolue au poste de milieu défensif.

## Biographie

### En sélection nationale
Ádám Vass fait ses débuts en équipe nationale de Hongrie le 15 novembre 2006 contre le Canada.
11 sélections et 0 but avec la Hongrie depuis 2006.

## Statistiques détaillées

### En club
| Saison      | Club           | Pays       | Championnat    | Championnat | Championnat | Hongrie | Hongrie | Hongrie |
| Saison      | Club           | Pays       | Division       | Matchs      | Buts        | Matchs  | Buts    |         |
| ----------- | -------------- | ---------- | -------------- | ----------- | ----------- | ------- | ------- | ------- |
| 2006 - 2007 | Stoke City     | Angleterre | Premier League | 0           | 0           | 2       | 0       |         |
| 2007 - 2008 | Brescia Calcio | Italie     | Serie B        | 25          | 0           | 8       | 0       |         |
| 2008 - 2009 | Brescia Calcio | Italie     | Serie B        | 30          | 0           | 1       | 0       |         |
| 2009 - 2010 | Brescia Calcio | Italie     | Serie B        | 28          | 2           | 0       | 0       |         |
| 2010 - 2011 | Brescia Calcio | Italie     | Serie A        | 20          | 0           | 0       | 0       |         |
| 2011 - 2012 | Brescia Calcio | Italie     | Serie B        | 17          | 1           | 0       | 0       |         |

### En sélection

#### Matchs internationaux
| Matchs internationaux de Ádám Vass | Matchs internationaux de Ádám Vass | Matchs internationaux de Ádám Vass | Matchs internationaux de Ádám Vass | Matchs internationaux de Ádám Vass |
|                                    | Date                               | Adversaire                         | Minutes jouées                     | Compétition                        |
| ---------------------------------- | ---------------------------------- | ---------------------------------- | ---------------------------------- | ---------------------------------- |
| 1.                                 | 15 novembre 2006                   | Canada                             | 90 min                             | Match amical                       |
| 2.                                 | 6 février 2007                     | Chypre                             | ?                                  | Match amical                       |
| 3.                                 | 22 août 2007                       | Italie                             | 90e                                | Match amical                       |
| 4.                                 | 8 septembre 2007                   | Bosnie-Herzégovine                 | 90 min                             | Éliminatoires Euro 2008            |
| 5.                                 | 12 septembre 2007                  | Turquie                            | 90 min                             | Éliminatoires Euro 2008            |
| 6.                                 | 13 octobre 2007                    | Malte                              | 90 min                             | Éliminatoires Euro 2008            |
| 7.                                 | 17 octobre 2007                    | Pologne                            | 90 min                             | Match amical                       |
| 8.                                 | 21 novembre 2007                   | Grèce                              | 90 min                             | Éliminatoires Euro 2008            |
| 9.                                 | 6 février 2008                     | Slovaquie                          | 83e                                | Match amical                       |
| 10.                                | 26 mars 2008                       | Slovénie                           | 80e                                | Match amical                       |
| 11.                                | 20 août 2008                       | Monténégro                         | 46e                                | Match amical                       |